# Anderson Soares da Silva
Anderson Soares da Silva (nacido el 16 de octubre de 1987) es un futbolista brasileño que se desempeña como delantero.
Jugó para clubes como el Oeste, Marília, Noroeste, São Caetano, América, Palmeiras, Vissel Kobe y Coritiba.

## Trayectoria

### Clubes
| Club        | País   | Año         |
| ----------- | ------ | ----------- |
| Oeste       | Brasil | 2009        |
| Marília     | Brasil | 2009        |
| Noroeste    | Brasil | 2009        |
| Oeste       | Brasil | 2010        |
| São Caetano | Brasil | 2010        |
| Oeste       | Brasil | 2011        |
| América     | Brasil | 2011        |
| Oeste       | Brasil | 2012        |
| Palmeiras   | Brasil | 2012 - 2017 |
| Vissel Kobe | Japón  | 2013        |
| Coritiba    | Brasil | 2015        |
| Oeste       | Brasil | 2015        |